# Khera
Khera es una ciudad censal situada en el distrito de Delhi sudoeste,  en el territorio de la capital nacional,  Delhi (India). Su población es de 7220 habitantes (2011). 

## Demografía
Según el censo de 2011 la población de Khera era de 7220 habitantes, de los cuales 3860 eran hombres y 3360 eran mujeres. Khera tiene una tasa media de alfabetización del 85,40%, inferior a la media estatal del 86,21%: la alfabetización masculina es del 93,59%, y la alfabetización femenina del 76,03%.